# C'mon You Know
C'mon You Know es el tercer álbum de estudio del cantante y compositor británico Liam Gallagher, fue lanzado el 27 de mayo de 2022 por Warner Bros. Fue producido por Andrew Wyatt. Fue precedido por los sencillos "Everything's Electric", "C'mon You Know", "Better Days" y "Diamond in the Dark". El álbum fue lanzado el mismo día que el segundo álbum en vivo de Gallagher, Down by the River Thames. Gallagher realizará una gira por Europa en apoyo del disco.

## Recepción de la crítica
En el agregador de reseñas Metacritic, C'mon You Know recibió una puntuación de 77 sobre 100 según las reseñas de siete críticos, lo que indica una recepción "generalmente favorable". Robin Murray de Clash lo llamó "el más amplio de los tres álbumes en solitario de Liam Gallagher, y también el más profundo. Es en el que aprende a desnudar un poco su alma y aceptar diferentes influencias". Jordan Bassett de NME consideró que es "el mejor y más experimental álbum en solitario de Gallagher hasta el momento", y escribió que no "piensa demasiado en este tercer disco, que está repleto de himnos de Summer of Love".
El escritor para The Independent, Helen Brown opinó que "Hay tanta actitud pura y unitaria en la pastichería de parka de Gallagher que es difícil de resistir. Su banda está en llamas. Los riffs se escapan de las guitarras. Los tambores tiemblan constantemente. [. ..] Los fanáticos solo necesitarán darle un par de vueltas a este álbum antes de que estén listos para cantar en los campos del festival". Al revisar el álbum para Classic Rock, Ian Fortnam calificó el álbum como "un poco loco, encontrando a un Liam 'arrepentido' [...] enfureciendo alegremente a sus detractores habituales (con Diamonds In The Dark 'Ahora sé cuántos agujeros toma to...' hook), entregando baladas de hierba gatera (Too Good For Giving Up), presionando todos los botones correctos de Liam Gallagher (Don't Go Halfway) y ocasionalmente pateando el trasero de Stonesy".

## Lista de canciones
| N.º | Título                   | Productor(es) | Duración |  |
| 1.  | «More Power»             | Andrew Wyatt  | 4:23     |  |
| 2.  | «Diamond in the Dark»    | Wyatt         | 3:24     |  |
| 3.  | «Don't Go Halfway»       | Wyatt         | 3:21     |  |
| 4.  | «C'mon You Know»         | Wyatt         | 5:07     |  |
| 5.  | «Too Good for Giving Up» | Simon Aldred  | 4:03     |  |
| 6.  | «It Was Not Meant to Be» | Wyatt         | 3:35     |  |
| 7.  | «Everything's Electric»  | Greg Kurstin  | 3:36     |  |
| 8.  | «World's in Need»        | Wyatt         | 3:36     |  |
| 9.  | «Moscow Rules»           | Wyatt         | 3:35     |  |
| 10. | «I'm Free»               | Wyatt         | 3:00     |  |
| 11. | «Better Days»            | Wyatt         | 4:19     |  |
| 12. | «Oh Sweet Children»      | Wyatt         | 3:14     |  |

| Edición de lujo |             |               |          |  |
| N.º             | Título      | Productor(es) | Duración |  |
| 13.             | «The Joker» | Wyatt         | 3:27     |  |
| 14.             | «Wave»      | Wyatt         | 3:16     |  |